# رافاييل إغليسياس كاسترو
رافاييل أنسلمو خوسيه إغليسياس كاسترو هو سياسي من كوستاريكا، شغل منصب رئيس كوستاريكا لفترتين بين عامي 1894 و1902.
ظهرت صورته على إصدارات كثيرة من عملة الكولون الكوستاريكي.

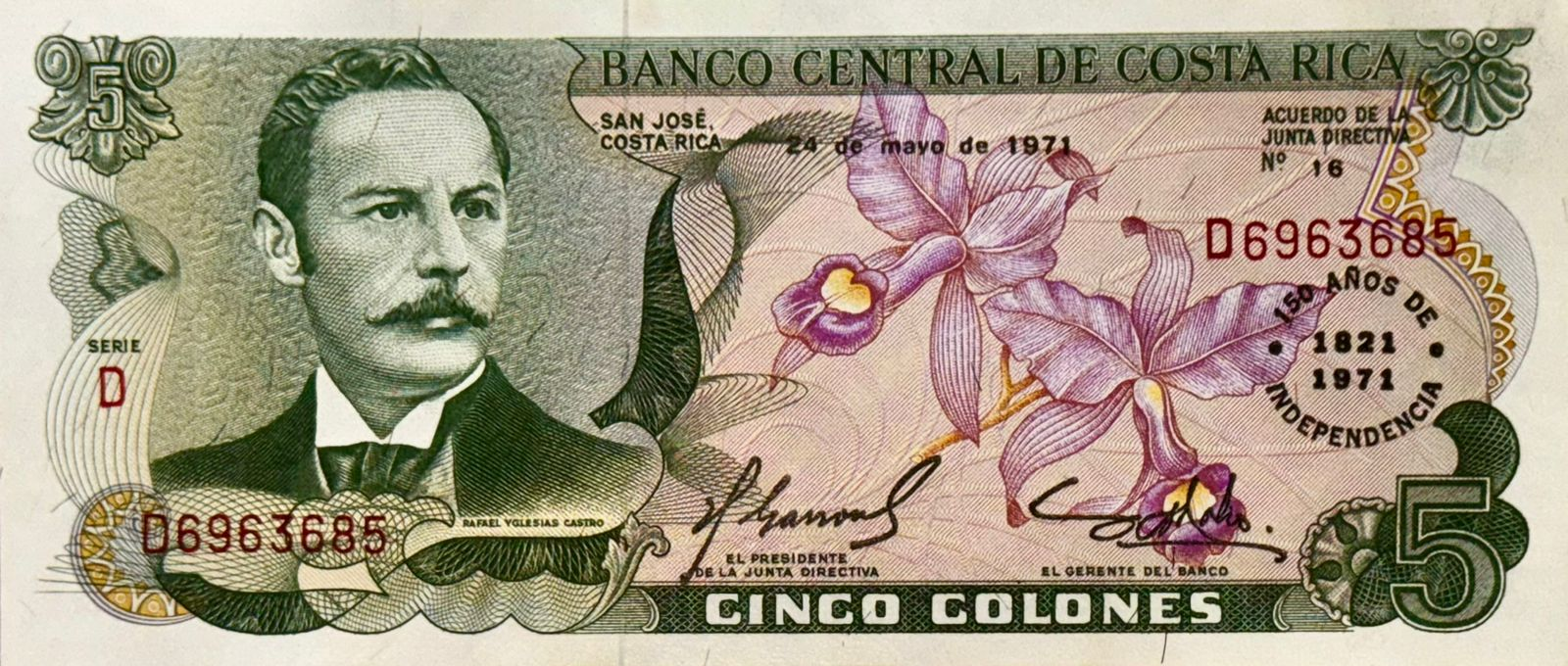
ورقة نقدية قيمتها 5 كولونات